# Малый Барлак
Малый Барлак — река в России, протекает по Новосибирскому и Мошковскому районам Новосибирской области. Устье реки находится в 4 км по правому берегу реки Большой Барлак. Длина реки составляет 26 км. Притоки — Каменушка, Пустынка, Крутая Черемшанка.

## Данные водного реестра
По данным государственного водного реестра России относится к Верхнеобскому бассейновому округу, водохозяйственный участок реки — Обь от Новосибирского гидроузла до впадения реки Чулым, без рек Иня и Томь, речной подбассейн реки — бассейны притоков (Верхней) Оби до впадения Томи. Речной бассейн реки — (Верхняя) Обь до впадения Иртыша.